# Coventry School of Art and Design

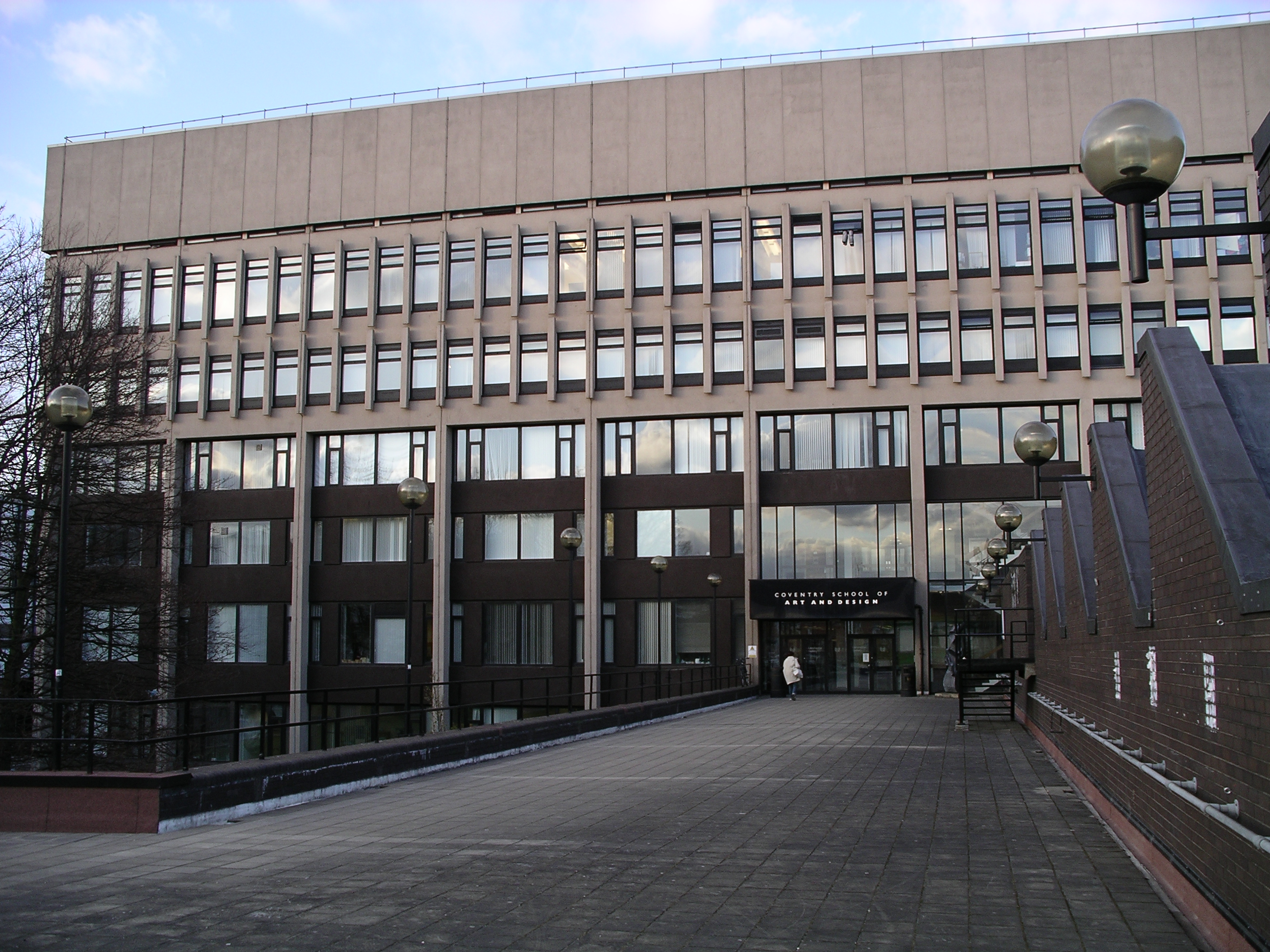

La Coventry School of Art and Design est une école d'art qui fait partie de l'université de Coventry à Coventry, dans les Midlands de l'Ouest, au Royaume-Uni.    
Il abrite un certain nombre de départements qui enseignent et effectuent des recherches dans les domaines de l'art, des médias et du design, notamment le département de design industriel, le département média, le département de design et arts visuels et le département des arts de la scène. Il est surtout connu pour ses cours de conception automobile de renommée mondiale. L'école comprend également la galerie Lanchester et l'Institut pour les entreprises créatives (ICE).

## Histoire
Les origines de la Coventry School of Art and Design remontent au Coventry College of Design en 1843. Elle est devenue la Coventry School of Art en 1852, la Municipal School of Art en 1902, puis le College of Art en 1954. En 1970, elle a fusionné avec le Lanchester College of Technology et le Rugby College of Engineering pour faire partie du Lanchester Polytechnic, qui est ensuite devenu le Coventry Polytechnic en 1987 et l'université de Coventry en 1992. 